# Walchsee (See)
Der Walchsee ist ein See in der gleichnamigen Gemeinde in Tirol, Österreich. Er liegt zur Gänze in der Gemeinde Walchsee im Bezirk Kufstein, das Ostufer gehört jedoch zur Gemeinde Kössen im Bezirk Kitzbühel. Mit einer Fläche von etwa 1 km² ist er der viertgrößte natürliche See Tirols.

## Geographie
Es handelt sich um einen See innerhalb eines Trogtals mit natürlichen Ursprung, der zwischen dem Kaisergebirge im Süden und den Chiemgauer Alpen im Norden liegt. Seine Fläche beträgt 95 ha, die maximale Tiefe 21 m. Im Bundesland Tirol nimmt der Walchsee größenmäßig hinter dem Achensee, dem Plansee und dem Heiterwanger See den vierten Platz ein. Der Walchsee besitzt mehrere Zuflüsse, der bedeutendste ist der in den Chiemgauer Alpen auf bayerischem Gebiet entspringende Ramsbach, der am nordwestlichen Ende des Sees einmündet. Der Abfluss erfolgt an der Ostseite über den nur rund 500 m langen Walchseebach in den Weißenbach, der wiederum über den Kohlenbach in die Großache fließt.

## Geschichte und Name
Der See wird im bairischen Herzogsurbar von 1280 erstmals als landesfürstlicher Besitz genannt. Der Name wurde lange, wie beim bayerischen Walchensee, auf die Walchen, die nach der bajuwarischen Landnahme im 5. Jahrhundert sesshaft gebliebene romanische Bevölkerung bezogen. Die Walchentheorie wird in der jüngeren Wissenschaft zurückhaltender gesehen. „Walch“ gilt als mehrdeutiger Namensbestandteil. Er kann als Hinweis auf „romanisch“ gelten (Hinweis auf noch vorhandene romanische Bevölkerung im Frühmittelalter oder als geographischer Hinweis einer Örtlichkeit, die vom namengebenden Betrachter aus Richtung Welschland liegt, aber zum Zeitpunkt der Namensgebung selbst keine romanische Bevölkerung hatte), oder für „feucht, lau, mild“ oder auch für „wälzen, quetschen“. Sowohl Makro- als auch Mikrotoponomatik der Gemeinde Kössen sprechen gegen die Walchentheorie. Die Gegend gehört zu den Gebieten des heutigen Tirols, die als erste im frühen Mittelalter durch die bajuwarische Landnahme deutsch besiedelt wurden. Seit dem touristischen Aufschwung in der Nachkriegszeit ist der Walchsee zu einem bei Touristen und Einheimischen beliebten Ausflugsziel geworden.

## Ökologie
Rund 64 % des Einzugsgebietes bestehen aus Wäldern und naturnahen Flächen, 26 % werden landwirtschaftlich genutzt.
Der Walchsee wird als oligotroph bis schwach mesotroph eingestuft, die Sichttiefe beträgt (im Jahresmittel 2003–2005) 3,5 m. Die zum Teil geringen Sichttiefen sind nicht auf hohe Dichten von Schwebealgen, sondern auf organische Partikel, wie abgestorbenes und zersetztes Pflanzenmaterial oder mineralische Partikel, zurückzuführen. Die (theoretische) Wassererneuerungszeit beträgt 0,3 Jahre.

## Fischfauna
Zu den im Walchsee vorkommenden Fischarten gehören Hecht, Zander, Renken, Karpfen, Flussbarsch, Forelle und Schleie.

## Nutzung
Die Wassertemperatur erreicht im Sommer etwa 24 °C, was ihn zu einem beliebten Badesee macht. Am Ufer des Walchsees gibt es drei öffentliche zahlungspflichtige Badestrände und zwei Campingplätze. Am Nordufer befindet sich die Seepromenade mit einem Wassertrampolin und einem im See befestigten Iceberg. Der Badeplatz Ostufer am Ostufers des See hat eine Beachbar, weiträumige Liegeflächen und einen Beachvolleyballplatz. Einzigartig ist der 800 m² große Wibit Aqua-Funpark mit Boulderwand, Trampolin, Rutschen und Blobbing. Zudem gibt es am Südufer noch einen kleineren Badestrand mit schattigen Liegeflächen. Daneben wird der See auch gerne für andere Wasseraktivitäten wie SUP fahren, Elektrobootfahren und Angeln genutzt. Zudem ist der Walchsee der einzige See Nordtirols an dem hinter einem Motorboot Wasserski gefahren wird. Da der Walchsee sich in Privatbesitz befindet sind private Boote und SUPs gebührenpflichtig und jegliche Boote mit Motor außer das Wasserskiboot und die Elektroboote des Wassersportzentrums sowie Einsatzboote der Wasserrettung auf dem See verboten. Der Walchsee ist auch Schauplatz von Sportereignissen wie dem Triathlon Challenge Walchsee-Kaiserwinkl.

## Sagen
Nach einer Sage lag an der Stelle des Walchsees früher ein schöner, ertragreicher Wald, der von mehreren Anwohnern für sich beansprucht und so zum Zankapfel wurde. Eine Sennerin, die eines Tages durch den Wald ging, um auf der anderen Seite die Kühe zu melken, sah auf dem Hinweg eine kleine mit Wasser gefüllte Grube. Als sie zurückkehren wollte, hatte sich an der Stelle des Waldes ein großer See ausgebreitet. Eine andere Sage berichtet von einer unheimlichen Seefackel, der Seele eines betrogenen Mädchens, das sich mit seinem ungeborenen Kind im Walchsee ertränkt haben soll.